# Єшкова Весь
Єшкова Весь (словац. Ješkova Ves) — село, громада округу Партизанське, Тренчинський край. Кадастрова площа громади — 10.39 км².
Населення 495 осіб (станом на 31 грудня 2020 року).

## Історія
Єшкова Весь згадується 1422 року.

## Населення
| Рік:            | 1994. | 2004.   | 2014.   | 2024.   |
| --------------- | ----- | ------- | ------- | ------- |
| Кількість осіб: | 539   | 504     | 505     | 494     |
| Різниця:        |       | -6,49 % | +0,19 % | -2,17 % |

| Рік:            | 2023. | 2024.   |
| --------------- | ----- | ------- |
| Кількість осіб: | 498   | 494     |
| Різниця:        |       | -0,80 % |